# Trigonomyia tulipa
Trigonomyia tulipa är en tvåvingeart som beskrevs av Peter Kolesik 1996. Trigonomyia tulipa ingår i släktet Trigonomyia och familjen gallmyggor. Inga underarter finns listade i Catalogue of Life.